# フォー・ザ・スターズ
フォー・ザ・スターズ( For The Stars)は、2001年に発表されたアンネ・ソフィー・フォン・オッターとエルヴィス・コステロのアルバム。メゾソプラノ、フォン・オッターの熱烈なファンだったコステロが、彼女のロンドンでのリサイタル後に楽屋に行き、コラボの申し出をしたことで、産まれたのが、このフォン・オッター初のクロスオーバー・アルバム。
フォン・オッターはコステロ楽曲以外はビートルズ、トム・ウェイツ、ニーナ・シモン(「ジ・アザー・ウーマン」)、そして母国のABBAなどを選曲し、歌い方も試行錯誤して研究。完成後に、発売記念としてライヴ・ハウスでも歌った。
なお、それまでの製作過程からライブ公演までの記録は、TV局がドキュメンタリーとして収められその番組は日本ではクラシカ・ジャパンで放映。また、発売記念のプロモーションとして、「レイト・ショー・ウィズ・デイヴィッド・レターマン」や「Charlie Rose」といったトーク番組の音楽ゲストとして登場して演奏を披露している。

## 収録曲
1. 「ノー・ワンダー」 No Wonder (コステロ)
2. 「ベイビー・プレイズ・アラウンド」Baby Plays Around (ケイト・オリオーダン（英語版）、デクラン・マクマナス)
3. 「ゴー・リーヴ」Go Leave (ケイト・マガリグル（英語版）)
4. 「ロープ」Rope (コステロ、フレッシュカルテット（英語版）)
5. 「ドント・トーク (プット・ユア・ヘッド・オン・マイ・ショルダー)」Don't Talk (Put Your Head On My Shoulder) (ブライアン・ウィルソン, トニー・アッシャー)
6. 「ブロークン・バイスクルス/ジャンク」Broken Bicycles / Junk (トム・ウェイツ / マッカートニー)
7. 「ジ・アザー・ウーマン」The Other Woman (ジェシー・メイ・ロビンソン（英語版）)
8. 「ライク・アン・エンジェル・パッシング・スルー・マイ・ルーム」Like An Angel Passing Through My Room (ベニー・アンダーソン, ビョルン・ウルヴァース)
9. 「グリーン・ソング」Green Song (スヴァンテ・ヘンリソン)
10. 「エイプリル・アフター・オール」April After All (ロン・セクスミス)
11. 「ユー・スティル・ビリーヴ・イン・ミー」You Still Believe In Me (ウィルソン,アッシャー)
12. 「アイ・ウォント・トゥー・ヴァニシュ」I Want To Vanish (コステロ)
13. 「フォー・ノー・ワン」For No One (マッカートニー, レノン)
14. 「シェームド・イントゥー・ラヴ」Shamed Into Love (マクマナス,ルーベン・ブラデス)
15. 「ジャスト・ア・クリオ」Just A Curio (フレッシュカルテット)
16. 「ジス・ハウス・イズ・エンプティ・ナウ」This House Is Empty Now (バート・バカラック, コステロ)
17. 「テイク・イット・ウィズ・ミー」Take It With Me (ウェイツ, キャスリーン・ブレナン（英語版）)
18. 「フォー・ザ・スターズ」For The Stars (コステロ)
19. 「ユー・ゴー・トゥー・マイ・ヘッド」You Go to My head (クーツ, ヘヴン) (日本盤のみのボーナス・トラック)